# Nová Bošáca
Nová Bošáca (Hongaars: Újbosác) is een Slowaakse gemeente in de regio Trenčín, en maakt deel uit van het district Nové Mesto nad Váhom.
Nová Bošáca telt 1.165 inwoners.